# Renzo Colombo
Pour les articles homonymes, voir Colombo (homonymie).
Lorenzo Colombo est un sculpteur italien né à Gallarate (province de Varèse) le 16 février 1856, mort à Fougères (Ille-et-Vilaine) le 28 septembre 1885.

## Biographie
Renzo Colombo était le fils de Giacomo Colombo, musicien, et de Maria Grangé, institutrice. Enfant, il apprit le piano, mais vers l'âge de 13 ans il se lança plutôt dans le dessin, réalisant des caricatures de notables de Gallarate. À 14 ans, il étudia la sculpture avec Giuseppe Knoller qui, grâce à un soutien financier de l'industriel Costanzo Cantoni (it), le fit entrer à l'Académie des beaux-arts de Brera. 
Ses thèmes de prédilection sont les personnages historiques. En 1875 il expose à Milan un buste de Francesco Ferrucci. En 1877 il s'installe à Florence où il est l'élève de Giovanni Duprè, et réalise l'esquisse d'un groupe à thème religieux, Il Ritorno da Golgota, pour le tombeau de la famille Martegani au cimetière de Gallarate. Il part en 1880 à Turin, où il est l'élève d'Odoardo Tabacchi. Après un séjour de deux ans à Gênes il part en 1882 pour Marseille, en France. 
Installé ensuite à Paris, il y fait la connaissance de Louis François Billotey, dont il épouse la fille Aline en 1884. Il expose au Salon des artistes français en 1883, 1884 et 1885. En 1884 il est nommé Directeur Artistique du Musée Grévin, à Paris. Il meurt l'année suivante à Fougères. Il est enterré au Cimetière des Batignolles, à Paris.
Certaines des sculptures de Renzo Colombo, réalisées en plâtre ou en terre cuite, furent éditées en bronze. Plusieurs de ses œuvres font aujourd'hui partie des collections du Museo della Società per gli Studi Patri à Gallarate, où une rue porte son nom : Francesco Ferrucci, lo Zuavo (le Zouave) ; ou de la mairie de la ville, comme Grande dame patricienne Florentine au XVIe siècle (un buste édité en bronze et en différentes tailles) et le Juge de Phrynè. On a recensé de lui 35 œuvres. La plus populaire est un buste intitulé Napoléon Ier 1812, exposé à Paris au Salon de 1885, et édité à de nombreux exemplaires en bronze ou en marbre. 

## Œuvres
Période italienne (1875-1882)
- Francesco Ferrucci (1875). Buste en plâtre, exposé à Milan en 1875. (Gallarate, Museo della Società per gli Studi Patri)
- Il ritorno da Golgota (1877). Groupe en plâtre. (Gallarate, Museo della Società per gli Studi Patri) Fondu en bronze par Eugenio Pellini pour le tombeau de la famille Martegani, Gallarate.
- Ange (1879). Tombeau de la famille Ponti, Gallarate.
- Scena delle catacombe. Ébauche de bas-relief en plâtre (Gallarate, Museo della Società per gli Studi Patri)
- Archimède sortant du bain. Ébauche en plâtre (Gallarate, Museo della Società per gli Studi Patri)
- Lucifer (Gallarate, Museo della Società per gli Studi Patri)
- Le Tasse mourant (Gallarate, Museo della Società per gli Studi Patri)
- Le Christ mort (Gallarate, Museo della Società per gli Studi Patri)
- Tête de saint Jean-Baptiste. Modèle en plâtre (Gallarate, Museo della Società per gli Studi Patri) fondu en bronze aux frais de la Société.
- Buste de Victor-Emmanuel (Gallarate, théâtre)
- Buste de Mme Maria Ferrario Mauri (Gallarate, collection particulière)

Période française (1882-1885)
- Le zouave (1882). Buste en plâtre (Marseille, signé "R. Grangé Colombo"). Exposé à Marseille, puis au Salon des Artistes Français de 1883 (n° 3719)(coll. part.). Reproduction en bronze (Gallarate, Museo della Società per gli Studi Patri).
- Jeune fille des Abruzzes (1883) signé "R. Grangé Colombo". Buste en terre cuite. Exposé au Salon de 1883 (n° 3720) (coll. part.).
- San Giovannino. Bas-relief de plâtre. (coll. part)
- Grande dame patricienne Florentine au XVIe siècle. Buste en bronze signé "Grangé Colombo", édité en plusieurs tailles et diverses patines, parfois doré et argenté, par Pinèdo (Gallarate, mairie ; coll. part.).
- Giovane paggio mediceo. Modèle en plâtre, reproduction en bronze.
- Socrate devant ses juges (1884). Terre cuite. Exposé au Salon de 1884 (n° 3389) (coll. part.)
- Saint Jérôme (1884). Buste en terre cuite. Exposé au Salon de 1884 (n° 3388).
- Testa di un giudice di Frine (Tête d’un juge de Phrynè). Terre cuite, reproduction en bronze (Gallarate, mairie).
- Testa di un parassita romano (Tête d’un parasite romain). (Marseille, coll. part.)
- Juge au conseil des dix à Venise. Bronze signé R. Colombo. Édité par la fonderie R. Patrouilleau.
- Vase baroque. Terre cuite.
- Danseuse arabe. Terre cuite (coll. part.), reproduction en bronze.
- Buste de femme. Terre cuite.
- Jeune femme assise avec fleurs. Terre cuite (coll. part.)
- Il nepotino Luigi. Buste en plâtre.
- Bohème orientale (1884). Buste en bronze, édité avec des variantes par Pinèdo.
- Tête de femme. Plâtre (coll. part.)
- 1812 (Napoléon Ier en 1812) (1885). Buste en plâtre. Exposé au Salon de 1885 (n° 3513) (Paris, Musée Grévin). Édité en bronze en différentes tailles par Pinèdo (coll. part).
- Pro Patria (1885). Bas-relief de plâtre. Exposé au Salon de 1885 (n° 3512). Reproduit comme monument aux soldats bretons tués à la bataille de Champigny, dans l’église de Fougères (Ille-et-Vilaine).

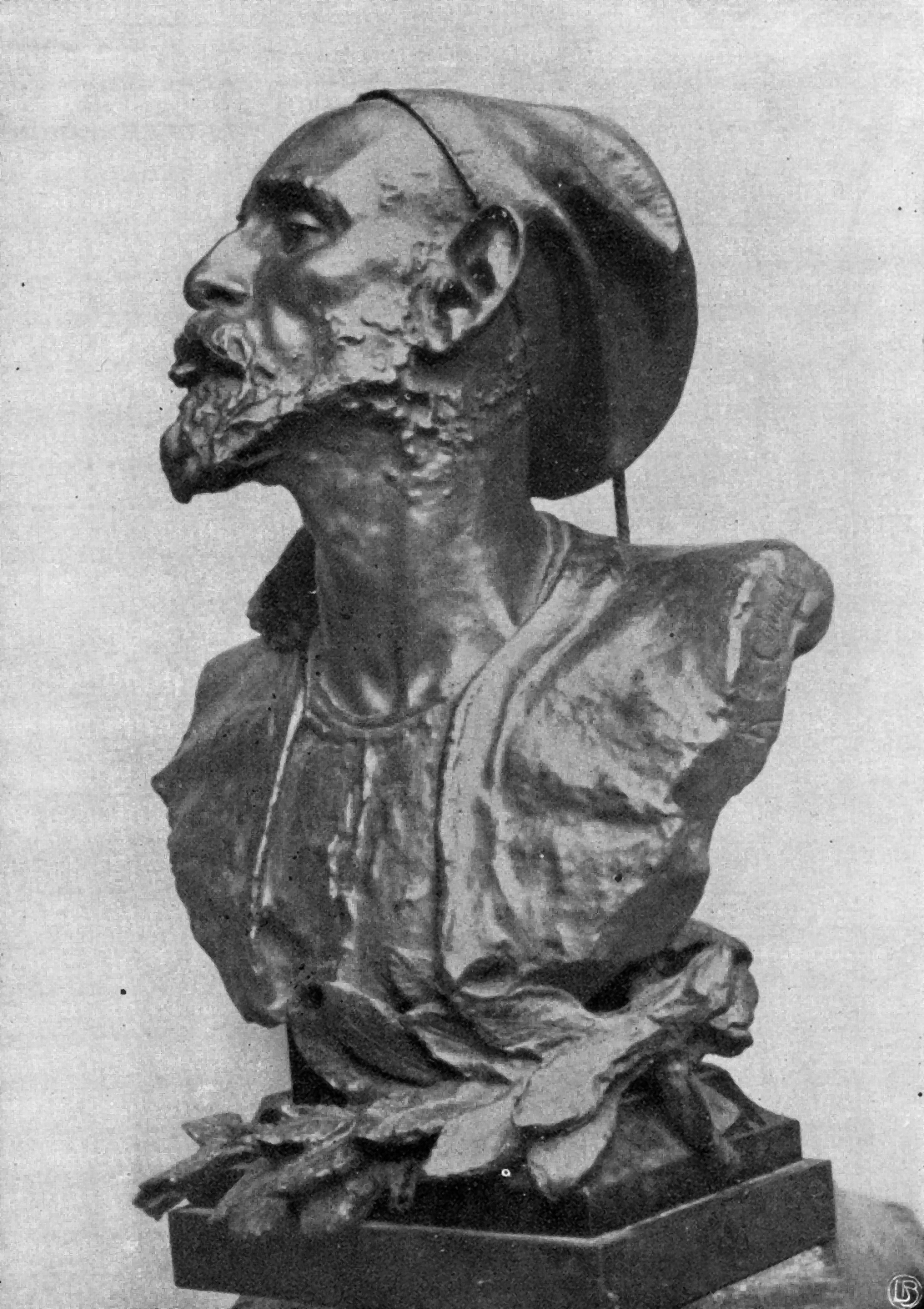
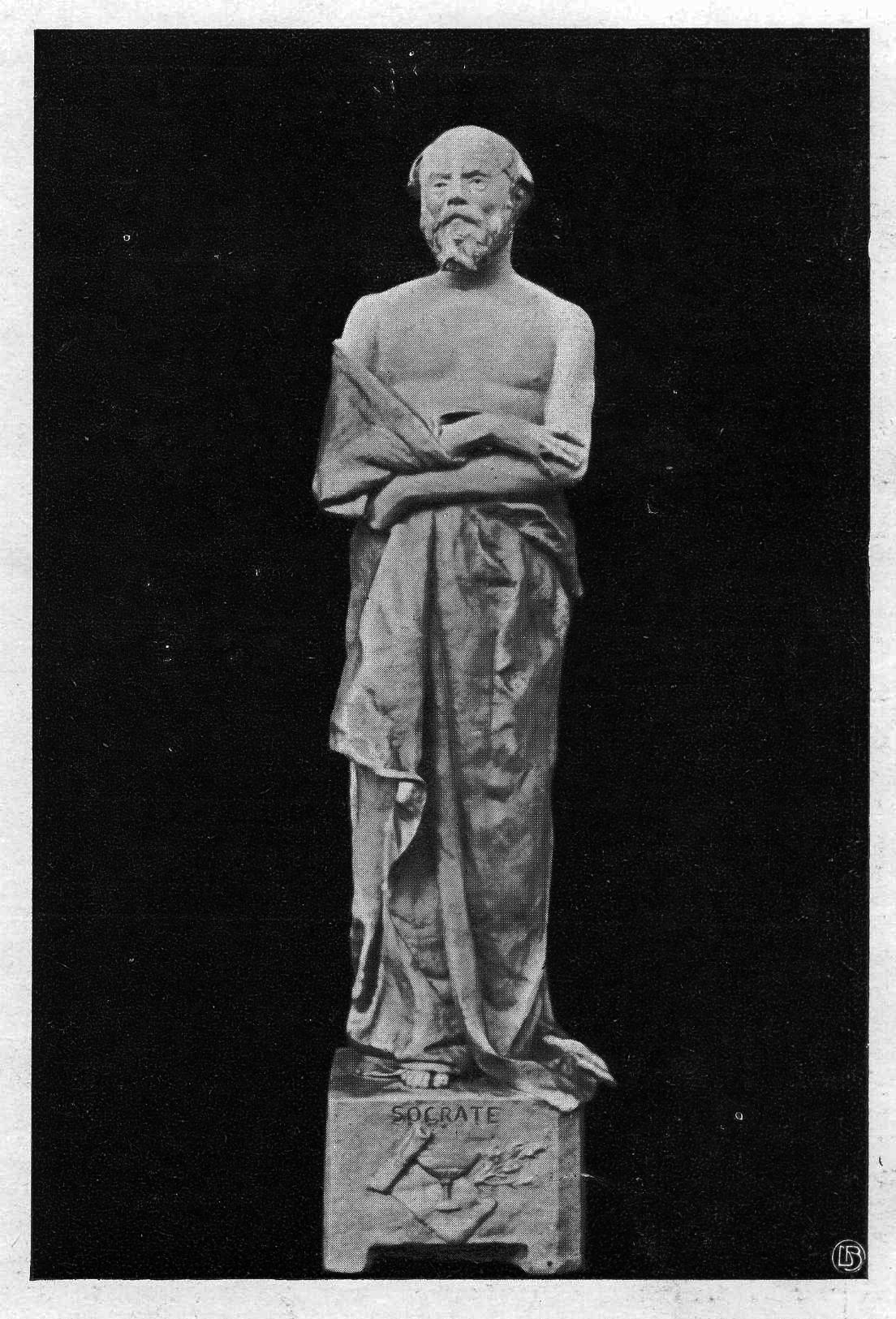
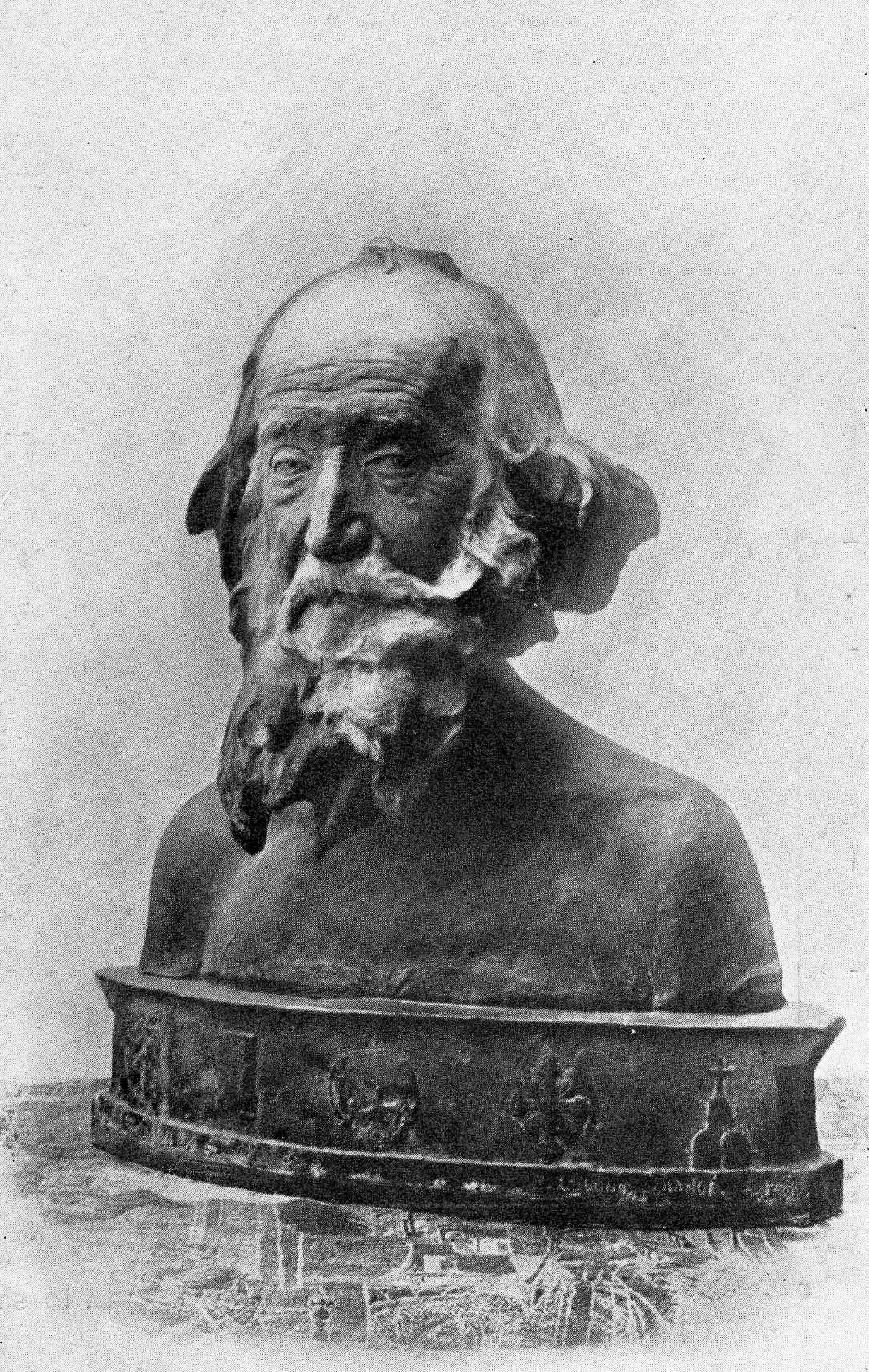
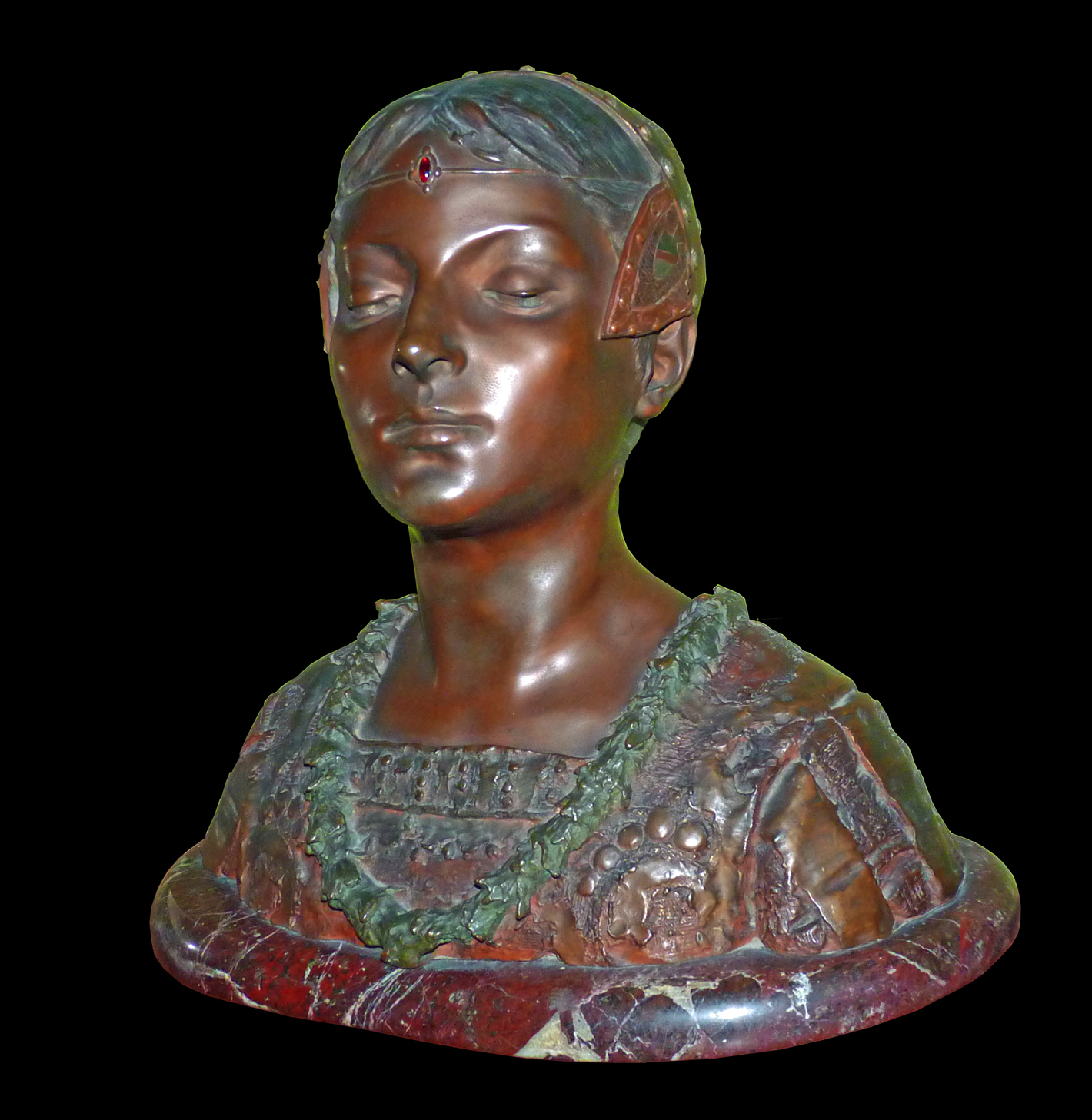
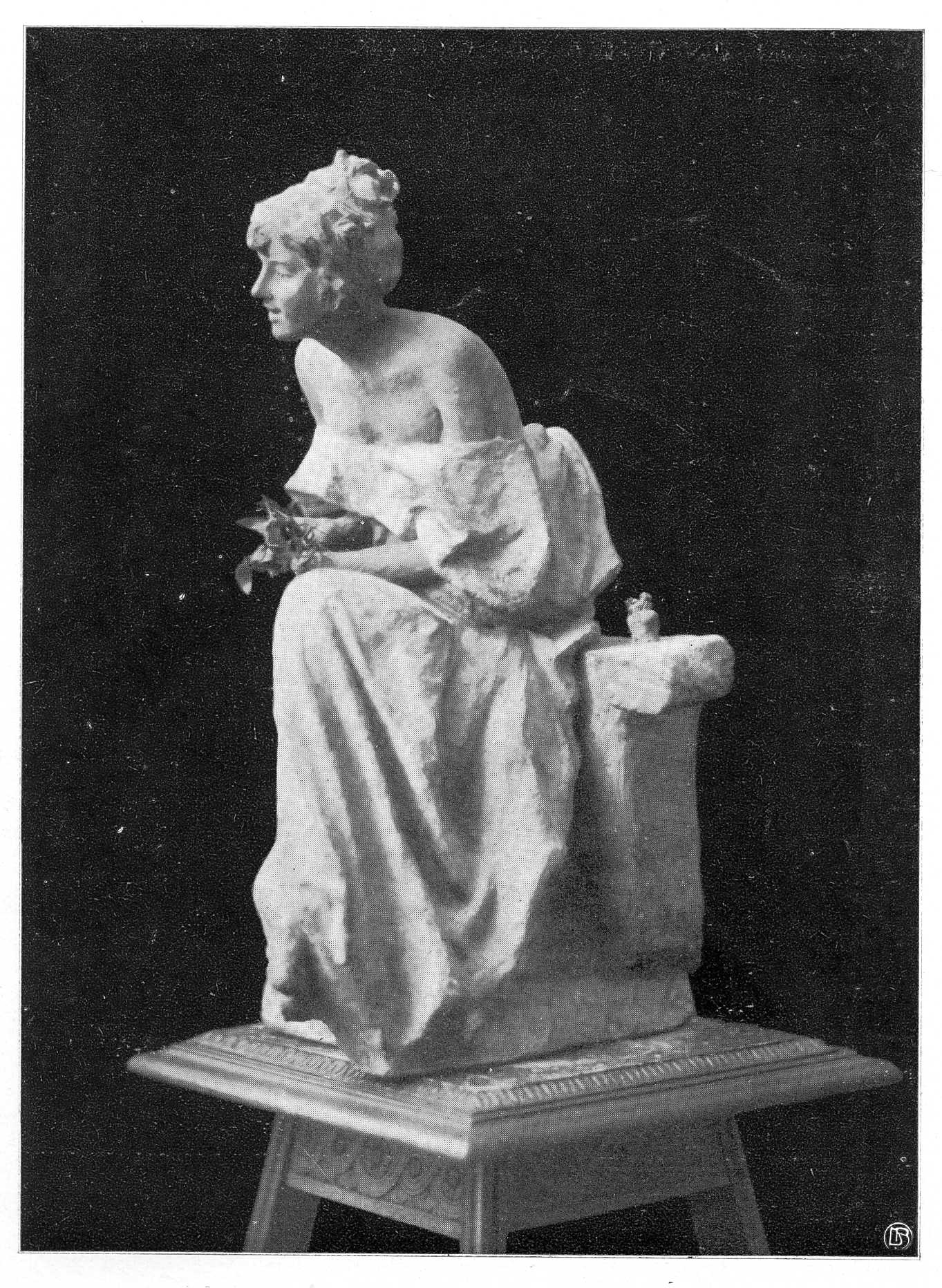
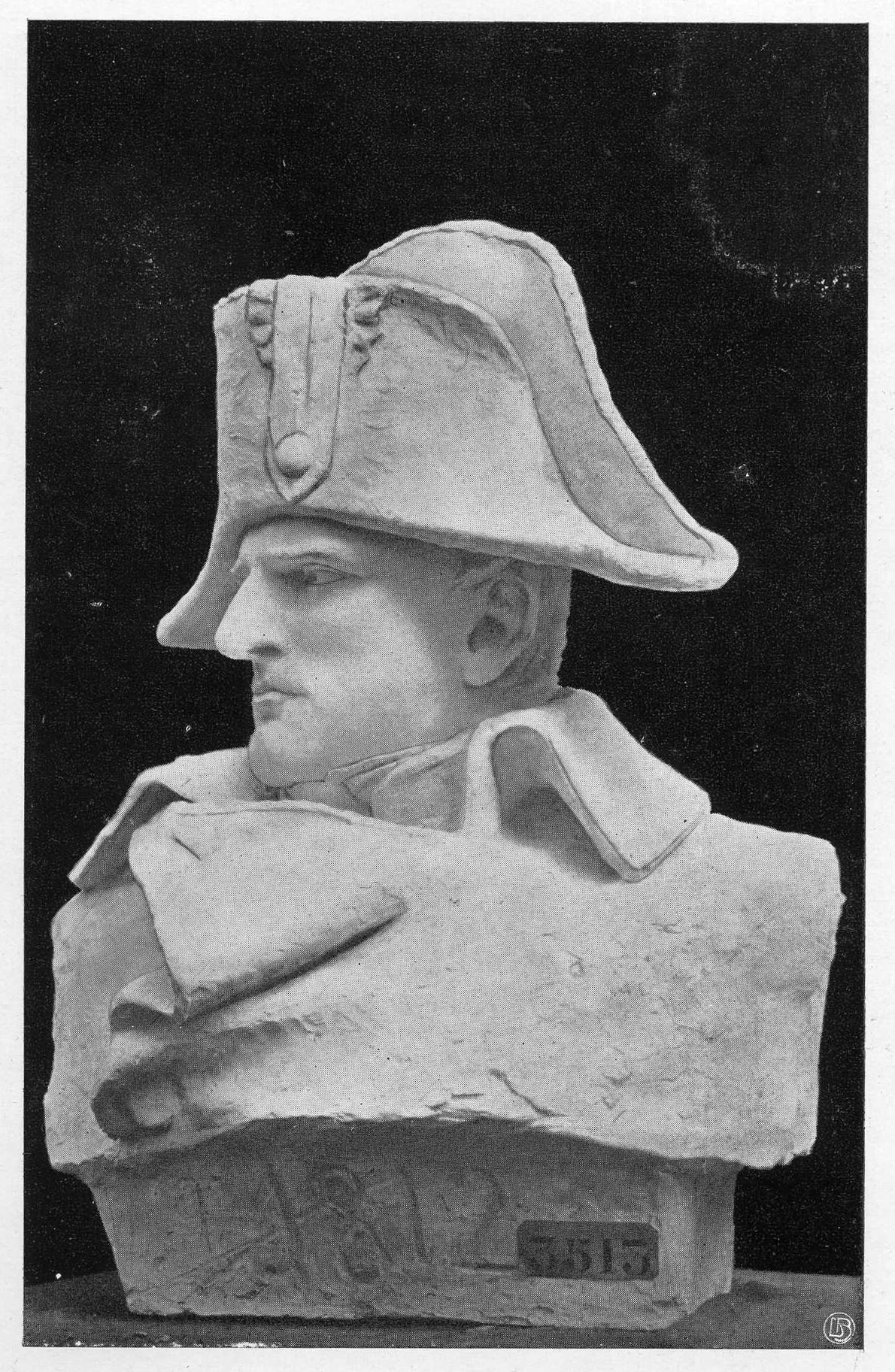